# Tapping (del av en befolkad plats i Australien)
Tapping är en del av en befolkad plats i Australien. Den ligger i kommunen Wanneroo och delstaten Western Australia, omkring 27 kilometer norr om delstatshuvudstaden Perth. Antalet invånare är 8 946. Den ligger vid sjön Lake Joondalup.
Runt Tapping är det ganska glesbefolkat, med 47 invånare per kvadratkilometer.. Närmaste större samhälle är Scarborough, omkring 20 kilometer söder om Tapping. 
Runt Tapping är det i huvudsak tätbebyggt. Genomsnittlig årsnederbörd är 820 millimeter. Den regnigaste månaden är juli, med i genomsnitt 142 mm nederbörd, och den torraste är januari, med 11 mm nederbörd.